# Mai 2015 en sport
Cette page concerne l'actualité sportive du mois de mai 2015

## Faits marquants

### Samedi2 mai
- Rugby à XV : le Rugby club toulonnais remporte pour la troisième fois consécutivement la Coupe d'Europe en battant l'ASM Clermont Auvergne sur le score de 24 à 18, lors du remake de la finale 2013. Toulon est le premier club européen à remporter trois fois de suite la compétition et rentre comme première équipe de rugby dans le cercle très fermé des formations ayant gagné plus de trois fois consécutivement une compétition internationale.
- Basket-ball : Champion NBA en titre, les Spurs de San Antonio, au terme d'une série très disputée en sept manches, sont battus au premier tour des play-offs NBA 2015 par les Clippers de Los Angeles[21], en s'inclinant 111-109 dans le 7e et dernier match.
- Boxe anglaise : le boxeur américain Floyd Mayweather remporte le match qualifié un peu abusivement par certains de « combat du siècle[22] » en battant le Philippin Manny Pacquiao au MGM Grand Garden Arena à Las Vegas aux points à l'unanimité des trois juges-arbitres (118-110, 116-112, 116-112).
- Football : lors de la finale de la Coupe de Pologne disputée au stade national de Varsovie, le Legia Varsovie bat le Lech Poznań (2-1). Il s'agit de la 17e victoire du club de la capitale polonaise dans cette compétition.

### Dimanche3 mai
- Sport automobile : sur le circuit de Spa-Francorchamps, l'équipage André Lotterer-Benoît Tréluyer-Marcel Fässler au volant d'une Audi R18 e-tron quattro remporte la deuxième manche du championnat FIA WEC dans la catégorie LMP1, lors des 6 Heures de Spa, devant les Porsche 919 Hybrid de Marc Lieb-Romain Dumas-Neel Jani (2e) et Timo Bernhard-Brendon Hartley-Mark Webber (3e).
- Cyclisme sur route : Le Russe Ilnur Zakarin, leader depuis la veille, remporte le Tour de Romandie à l'issue du contre-la-montre final de 17,3 km, disputé dans les rues de Lausanne, remporté par l'Allemand Tony Martin. Au classement général final, le coureur russe devance le Slovène Simon Špilak (2e) de 17 secondes, le Britannique Christopher Froome (3e) de 35 secondes et le Français Thibaut Pinot (4e) de 49 secondes.
- Cyclisme sur route : le Croate Kristijan Đurasek remporte le 51e Tour de Turquie, en devançant l'Argentin Eduardo Sepúlveda (2e et l'Australien Jay McCarthy (3e).
- Motocyclisme : Le double champion du monde espagnol Jorge Lorenzo (Yamaha) remporte le Grand Prix d'Espagne, 4e manche du championnat du monde, disputé sur le circuit de Jerez en devançant son compatriote Marc Marquez (Honda) et l'Italien Valentino Rossi (Yamaha). Au championnat, Valentino Rossi conserve la tête avec 82 points, devant Andrea Dovizioso (67 points) et Jorge Lorenzo (62 points).
- Tennis : Richard Gasquet remporte le tournoi d’Estoril en dominant l’espoir Australien Nick Kyrgios en finale (6-3, 6-2). L'épreuve de double voit quant à elle s'imposer Treat Conrad Huey et Scott Lipsky.
- Tennis : Roger Federer s'impose pour la première fois en finale du tournoi d'Istanbul face à la tête de série numéro 3, Pablo Cuevas (6-3, 7-6 (13-11)). L'épreuve de double voit s'imposer Radu Albot et Dušan Lajović.
- Basket-ball : Strasbourg remporte la finale de la Coupe de France en dominant Le Portel (Pro B) à la halle Georges-Carpentier de Paris (87-74).

### Mardi5 mai
- Football : La Juventus de Turin remporte à domicile la demi-finale aller de la Ligue des champions en battant le Real Madrid sur le score de 2 à 1.

### Mercredi6 mai
- Football : Le FC Barcelone, mis en difficulté pendant 77 minutes par la tactique mise au point par Pep Guardiola, s'impose à domicile 3 à 0 lors de la seconde demi-finale aller de la Ligue des champions face au Bayern Munich grâce à deux buts et une passe décisive de Lionel Messi dans le dernier quart d'heure.

### Samedi9 mai
- Volley-ball : Pour la quatrième année consécutive, Tours est sacré champion de France chez les hommes, après sa victoire contre Paris (3-2). Bien que mené deux sets à zéro, Tours s'est imposé au tie-break (19-25, 33-35, 25-15, 31-29, 15-6) lors de la finale du championnat de France de volley-ball 2014-2015, privant Paris du titre de pour la troisième fois d'affilée.
- Volley-ball : Le Racing Club de Cannes obtient son 20e titre de champion de France de volley-ball féminin, le 18e consécutif. Les Cannoises dominent Le Cannet 3 sets à 2 (23-25, 21-25, 25-16, 25-23, 15-10). C'est le dernier match de Victoria Ravva, la star du volley français, qui, à 39 ans, et après une carrière éblouissante tire sa révérence.
- Triathlon : Brice Daubord chez les hommes et Morgane Riou chez les féminines remportent le championnat de France de triathlon cross.
- Football le FC Metz est officiellement rétrogradé en Ligue 2 après sa défaite 0-4 à domicile contre Lorient lors de la 36e journée, à deux journées de la fin du championnat.
- Tennis : Petra Kvitová remporte le tournoi de Madrid en battant la Russe Svetlana Kuznetsova (6-1 - 6-2). La Tchèque est sacrée pour la 2e fois dans la capitale espagnole.

### Dimanche10 mai
- Formule 1 : Nico Rosberg, parti de la pole position, remporte le Grand Prix d'Espagne devant son coéquipier Lewis Hamilton et Sebastian Vettel ; Valtteri Bottas se classe à nouveau quatrième et devance Kimi Räikkönen et Felipe Massa. Mercedes conserve la tête du championnat avec 202 points devant Ferrari (132 points) et Williams (81 points).
- Tennis : Rafael Nadal est sévèrement battu en 1 h 28 min par Andy Murray (6-3, 6-2) en finale du tournoi Masters 1000 de Madrid.
- Athlétisme : À l'issue du Great Manchester Run, course qu'il a remporté à cinq reprises (2005, 2009, 2010, 2011 et 2012), l'Éthiopien Haile Gebrselassie, 42 ans, l'un des meilleurs coureurs de fond de tous les temps annonce qu'il se retire de la compétition. Gebreselassie se retire avec un palmarès exceptionnel : deux titres olympiques (1996, 2000) et quatre titres mondiaux (1993, 1995, 1997, 1999) sur 10 000 mètres, quatre fois champion du monde en salle (1 500 m en 1999, 3 000 m en 1997, 1999 et 2003), et détenteur de vingt-sept records mondiaux toutes compétitions confondues, dont certains tiennent encore.

### Mardi12 mai
- Football : Malgré sa défaite sur le score de 3 à 2 face au Bayern Munich lors de la demi-finale retour de la Ligue des champions disputée à l'Allianz Arena à Munich, le FC Barcelone, se qualifie pour la finale de la compétition grâce à sa victoire 3 à 0 du match aller.

### Mercredi13 mai
- Football : La Juventus de Turin rejoint le FC Barcelone en finale de la Ligue des champions après son match nul 1 à 1 face au Real Madrid lors de la demi-finale retour disputée au stade Santiago Bernabéu, à Madrid.

### Jeudi14 mai
- Football : Grâce à un but de Mandy Islacker, entrée en jeu à la 66e minute à la place d'Ana Maria Crnogorčević, marqué au cours du temps additionnel, le FFC Francfort bat le Paris Saint-Germain sur le score de 2 à 1 lors de la finale de la Ligue des champions féminine de l'UEFA 2014-2015 disputée au Stade Friedrich-Ludwig à Berlin et remporte ainsi sa quatrième Ligue des champions après 2002, 2006 et 2008.
- Football : Le match de huitième de finale retour de la Copa Libertadores 2015 entre Boca Juniors et River Plate disputé à La Bombonera est interrompu à la mi-temps, quatre joueurs de River ayant été agressés et aspergés de produits chimiques lors de leur retour sur le terrain après le repos, dans le tunnel censé protéger les joueurs de jets de projectiles.

### Vendredi15 mai
- Basket-ball : Le Real Madrid domine le Fenerbahçe Ülker (96-87) à domicile et se qualifie pour sa troisième finale consécutive d'Euroligue. Les Espagnols y retrouveront les Grecs de l'Olympiakós, qui les avaient déjà battus lors de la finale en 2013.

### Samedi16 mai
- Football : Vainqueur à Montpellier sur le score de 2-1 grâce à des buts de Blaise Matuidi et Ezequiel Lavezzi, Paris Saint-Germain obtient, à une journée de la fin du championnat, son cinquième titre de champion de France, le troisième consécutif.
- Football : Le club argentin de River Plate se qualifie sur tapis vert pour les quarts de finale de la Copa Libertadores 2015 après les incidents survenus jeudi 14 mai à La Bombonera lors du huitième de finale retour contre Boca Juniors, disqualifié par la Confédération sud-américaine de football. Il rencontrera en quart de finale le club brésilien du Cruzeiro.

### Dimanche17 mai
- Football : Grâce à un unique but de Lionel Messi, une nouvelle fois décisif, le FC Barcelone s'impose sur le terrain de l'Atlético Madrid (1-0), et remporte, à une journée de la fin du championnat, le 23e titre de champion d'Espagne de son histoire, deux ans après son dernier sacre. Le Real Madrid, large vainqueur de l'Espanyol Barcelone (4-1), reste à quatre points et ne peut plus revenir.
- Tennis : À une semaine du début de Roland-Garros, le n°1 mondial Novak Djokovic bat Roger Federer en finale du tournoi de Rome (6-4, 6-3) et remporte ainsi son quatrième Masters 1000 de l'année. C'est son quatrième titre dans la capitale italienne, le 24e Masters 1000 de sa carrière.
- Tennis : À une semaine du début de Roland-Garros, où elle est tenante du titre, la Russe Maria Sharapova remporte le tournoi de Rome en battant en finale l'Espagnole Carla Suarez Navarro, en trois manches (4-6, 7-5, 6-1). Il s'agit de son deuxième titre en 2015 après à l'Open de Brisbane en janvier.
- Basket-ball : Finaliste malheureux ces deux dernières années, le Real Madrid s'impose dans sa salle en finale de l'Euroligue, en battant nettement l'Olympiakós Le Pirée (78-59). Les Espagnols remportent ainsi leur 9e titre continental, vingt ans après leur dernier sacre, obtenu en 1995, déjà face à l'Olympiakós.
- Football : À une journée de la fin du championnat, le Benfica Lisbonne décroche le 34e titre de champion du Portugal de son histoire grâce au match nul obtenu sur la pelouse de Guimaraes (0-0).
- Football : Auteur d'un nul sur le terrain d'Oufa (1-1), le Zénith Saint-Pétersbourg remporte, à deux journées de la fin du championnat, son quatrième titre de champion de Russie après ceux de 2007, 2010 et 2012.
- Motocyclisme : L'Espagnol Jorge Lorenzo (Yamaha) remporte le Grand Prix de France, 5e manche du championnat du monde de vitesse moto, disputé sur le circuit Bugatti du Mans en devançant les Italiens Valentino Rossi (Yamaha) et Andrea Dovizioso (Ducati). Au championnat, Valentino Rossi conserve la tête avec 102 points, devant Jorge Lorenzo (87 points) et Andrea Dovizioso (83 points).
- Cyclisme : Le Belge Kris Boeckmans, leader du Tour de Picardie depuis sa victoire du premier jour, remporte la 3e et dernière étape à Mers-les-Bains (Somme), confortant ainsi sa victoire finale.

### Jeudi21 mai
- Football : Après sa victoire face au Standard de Liège (2-0) lors de la 9e et avant-dernière journée des play-offs du championnat de Belgique, La Gantoise devient champion de Belgique pour la première fois de son histoire. Le club entraîné par Hein Vanhaezebrouck possède cinq points d'avance sur le FC Bruges à une journée de la fin de la Pro-League et ne peut donc plus être rejoint.

### Samedi23 mai
- Formule 1 : Lewis Hamilton (Mercedes) s'élancera en pole position du Grand Prix de Monaco, pour la première fois de sa carrière, obtenant ainsi, sur ce circuit atypique sur lequel il est difficile de doubler, un avantage certain pour la course. Le pilote britannique, qui obtient la 43e pole position de sa carrière, devance à l'issue des qualifications son coéquipier Nico Rosberg (2e à 0 s 342) et le pilote allemand de Ferrari Sebastian Vettel (3e, à 0 s 751).

### Dimanche24 mai
- Formule 1 : Nico Rosberg, parti de la première ligne, remporte le Grand Prix de Monaco pour la troisième fois consécutive devant Sebastian Vettel (Ferrari) et son coéquipier Lewis Hamilton, en tête depuis le départ, qui a été piégé par une erreur de stratégie de son écurie, qui l'a fait rentrer aux stands lors de l'entrée en piste de la voiture de sécurité, à 13 tours de la fin, à la suite de l'accident de Max Verstappen. Lewis Hamilton, toujours en tête du championnat du monde n'a plus que 10 points d'avance sur son coéquipier Rosberg (126 points contre 116) et devance toujours les pilotes Ferrari, Sebastian Vettel (98 points) et Kimi Räikkönen (60 points). Mercedes conserve la tête du championnat, avec 242 points, devant Ferrari (158 points) et Williams (81 points). McLaren, grâce à Jenson Button, inscrit ses quatre premiers points de la saison.
- Sport automobile : Sur l'Indianapolis Motor Speedway, quinze ans après sa première victoire, le Colombien Juan Pablo Montoya, leader du championnat IndyCar, parti de la 15e place et descendu à la 30e position à la suite d'un accrochage en début de course, remporte la 99e édition des 500 miles d'Indianapolis devant l'Australien Will Power (2e), l'Américain Charlie Kimball (3e) et le Néo-Zélandais Scott Dixon (4e), auteur de la pole position.
- Sport automobile : Le Finlandais Jari-Matti Latvala, au volant d'une Volkswagen Polo R WRC remporte le rallye du Portugal devançant ses coéquipiers Sébastien Ogier de 8 s 2 et Andreas Mikkelsen de 28 s 6.
- Rugby à XV : Victorieux (16-15) de Mont-de-Marsan, lors de la finale d'accession du championnat Pro D2, disputée au stade Ernest-Wallon, à Toulouse, Agen évoluera la saison prochaine dans le Top 14, qu'il avait quitté à l'issue de la saison 2012-2013, en même temps, d'ailleurs, que son adversaire du jour.

### Lundi25 mai
- Football : après sa victoire la veille sur le Beşiktaş (2-0) et le match nul ce jour entre Fenerbahçe et Başakşehir (2-2) lors de l'avant-dernière journée du championnat, Galatasaray, qui compte cinq points d'avance sur son dauphin et ne peut donc plus être rejoint, est sacré champion de Turquie pour la 20e fois de son histoire et la 3e fois lors des quatre dernières saisons.

### Mercredi27 mai
- Football : Grâce notamment à un doublé de son attaquant colombien Carlos Bacca, le Séville FC remporte pour la deuxième année consécutive la Ligue Europa en battant les Ukrainiens de Dnipropetrovsk (3-2) lors de la finale, disputée à Varsovie. Il s'agit de la quatrième victoire du club andalou dans cette compétition après celles de 2006, 2007 et 2014, ce qui constitue un record.
- Football : À quelques heures de l'ouverture du congrès de la FIFA et de l'élection de son président prévue le vendredi 29 mai, l'arrestation à Zurich de sept responsables de l'organisation qui gère le football mondial, soupçonnés de corruption par la justice américaine, déclenche un énorme scandale. Le même jour, neuf hauts responsables de la FIFA, dont les sept personnes interpellées en Suisse, ainsi que cinq partenaires de la fédération internationale chargés du marketing, sont inculpés pour des faits de corruption par un tribunal fédéral de New York. Deux des vice-présidents actuels de la FIFA, Jeffrey Webb et Eugenio Figueredo, figurent parmi les personnes inculpées.

### Jeudi28 mai
- Football : Le Steaua Bucarest remporte son 26e titre de champion de Roumanie, le troisième d'affilée, après son match nul sur le terrain du CSMS Iasi (0-0) et la défaite de l'ASA Târgu Mureș contre Otelul Galati (2-1) lors de la 34e et dernière journée du championnat.

### Vendredi29 mai
- Football : Après avoir déjà remporté le Championnat, le Benfica Lisbonne s'impose en finale de la Coupe de la Ligue, aux dépens du CS Maritimo Funchal (2-1), grâce à deux buts de son attaquant brésilien Jonas et de son milieu de terrain néerlandais Ola John. Il s'agit de la 6e victoire remportée dans cette compétition par le club de la capitale portugaise entraîné depuis 2009 par Jorge Jesus après celles de 2009, 2010, 2011, 2012 et 2014.

### Samedi30 mai
- Football : Après avoir déjà remporté la Coupe de la Ligue et le Championnat de France, le Paris Saint-Germain conclut sa saison en réalisant le triplé en s'imposant en finale de la Coupe de France, au Stade de France, aux dépens de l'AJ Auxerre (1-0), grâce à un but de son attaquant uruguayen Edinson Cavani à la 65e minute. Il s'agit de la 9e victoire remportée dans cette compétition par le club de la capitale entraîné depuis la saison 2013-2014 par Laurent Blanc après celles de 1982, 1983, 1993, 1995, 1998, 2004, 2006 et 2010.

### Dimanche31 mai
- Cyclisme sur route : Victoire finale de l'Espagnol Alberto Contador (Tinkoff-Saxo) dans le Tour d'Italie à l'issue de la dernière étape, longue de 185 kilomètres courue entre Turin et Milan et remportée par le Belge Iljo Keisse devant l'Australien Luke Durbridge. Au classement général final, Contador devance de près de deux minutes l'Italien Fabio Aru et son compatriote Mikel Landa, tous deux membres de l'équipe Astana. C'est la deuxième victoire du Madrilène dans le Giro, après celle décrochée en 2008.